# Яннакопулос, Константинос
Ди́но Джон Джианако́плос или Джианако́пулос (англ. Deno John Geanakoplos, aka англ. Geanakopulos, греческий вариант имени — Константи́нос Яннако́пулос, греч. Κωνσταντίνος Γιαννακόπουλος; 11 августа 1916, Миннеаполис, Миннесота, США — 4 октября 2007, Хамден, Коннектикут, США) — греко-американский историк-византинист, профессор-эмерит Йельского университета. Один из крупнейших мировых исследователей истории православия в Византии и итальянского возрождения.
Член Ордена святого апостола Андрея (архонт дидаскалос ту генус Вселенского Патриархата, 1975), а также различных союзов учёных США, в том числе Американского общества истории церкви, президентом которого он являлся с 1983 года, Американской академии медиевистики и Американской исторической ассоциации. Офицер золотого креста Королевского ордена Георга I (Греция, 1966), обладатель почётной медали от Греческой православной архиепископии Америки (1989). Ветеран Второй мировой войны. В совершенстве владел девятью языками: английским, итальянским, латинским, французским, немецким, русским, древне-, средне- и новогреческим.

## Биография
Родители Дино Джианакоплоса были одними из первых греков Миннеаполиса, сооснователями местной греческой общины.
В 1939 году окончил Джульярдскую школу музыки в Нью-Йорке.
В 1939—1942 годах был скрипачом Миннеаполисского симфонического оркестра (сегодня — Оркестр Миннесоты), которым в то время руководил Димитрис Митропулос.
В 1941 году получил степень бакалавра истории в Миннесотском университете.
В 1942—1945 годах служил в Армии США, дослужившись до звания капитана. В годы Второй мировой войны был направлен в Северную Африку, где вычил французский язык, а затем оказался в первой волне американских солдат, достигших берегов Сицилии (Италия), где освоил итальянский язык. После окончания войны проживал в Италии. Будучи в звании первого лейтенанта, играл сольные скрипичные концерты в разных концертных залах по всей Италии, в том числе три в оперном театре «Сан-Карло» в Неаполе.
Получил степени доктора в Пизанском университете (1946, диссертацию написал на итальянском языке), магистра гуманитарных наук в Миннесотском университете (1946) и доктора философии в области истории в Гарвардском университете (1953).
В 1949—1950 годах в качестве исследователя принимал участие в программе по византинистике Исследовательской библиотеки и собрания Думбартон-Окса в Вашингтоне.
Преподавал в Университете Брандейса, Греческой православной богословской школе Святого Креста, Иллинойсском университете (1954—1967, профессор истории средневековья) и Йельском университете (1967—1987). В качестве приглашённого профессора преподавал в различных университетах и исследовательских центрах, в том числе в Гарварде, Институте исследований Балканского полуострова в Фессалониках и Афинском национальном университете имени Каподистрии (1960—1961, при финансовой поддержке Фонда Фулбрайта). Кроме того, став в 1969 году стипендиатом Фонда Гуггенхайма и обладателем гранта от Американского совета научных сообществ, читал многочисленные лекции во многих университетах по всей Европе.
В 1962 году, благодаря своим научным достижениям, стал первым православным мирянином, официально приглашённым Святым Престолом для участия в открытии Второго Ватиканского собора.
Автор 13 книг и более 100 статей в специализированных изданиях, редактор многих научных журналов, в том числе таких известных как «Greek, Roman, and Byzantine Studies», «Mediaeval and Renaissance Studies» и «Greek Orthodox Theological Review».
Умер 4 октября 2007 года от пневмонии на 91 году жизни.

## Вклад в науку
Научные открытия Джианакоплоса сыграли ключевую роль в развитии византийских исследований в плане изучения и доказательства влияния достижений Византийской империи на эпоху итальянского возрождения, а также появления западной цивилизации в результате деятельности иммигрировавших в Италию византийских учёных. Также занимался глубоким изучением конфронтации между Греческо-православной и Римско-католической церквями.

## Личная жизнь
На протяжении 48 лет был женат на Эффи Джианакоплос (1921—2001), профессоре психиатрии Йельского университета, с которой познакомился в Гарварде. Пара имела двоих детей: дочь Констанс Джианакоплос, концертирующую пианистку в Нью-Йорке, и сына Джона Джианакоплоса, экономиста, профессора Йельского университета.
Увлекался спортом, в том числе бегом трусцой, теннисом, футболом, гольфом, пинг-понгом и боулингом, а также чтением, классической музыкой и прочими искусствами.

## Основные работы
- (1990) A Short History of the Ecumenical Patriarchate of Constantinople. Brookline: Holy Cross Orthodox Press. ISBN 9780917651762.

Έκδοση στα ελληνικά: Επίτομη Ιστορία του Οικουμενικού Πατριαρχείου Κωνσταντινουπόλεως. Θεσσαλονίκη: Πατριαρχικό Ίδρυμα Πατερικών Μελετών, 1990.
- (1989) Constantinople and the West. Madison: University of Wisconsin Press. ISBN 9780299118846.
- (1984) Byzantium: Church, Society, and Civilization Seen Through Contemporary Eyes. Chicago: University of Chicago Press. ISBN 9780226284613.
- (1979) Medieval Western Civilization and the Byzantine and Islamic Worlds: Interaction of Three Cultures. Lexington: D.C. Heath. ISBN 9780669008685.

Έκδοση στα ελληνικά: Μεσαιωνικός Δυτικός πολιτισμός και οι κόσμοι του Βυζαντίου και του Ισλάμ. Μετάφραση: Παναγιώτης Χρήστου. Θεσσαλονίκη: Κυρομάνος, 1993.
- (1976) Interaction of the ‘Sibling’ Byzantine and Western Cultures in the Middle Ages and Italian Renaissance (330—1600). New Heawen: Yale University Press. ISBN 9780300018318.

Έκδοση στα ελληνικά: Βυζάντιο και Δύση: η αλληλεπίδραση των αμφιθαλών πολιτισμών στον Μεσαίωνα και στην ιταλική Αναγέννηση (330—1600). Μετάφραση: Έμμυ Βαρουξάκη. Αθήνα: Βιβλιοπωλείον της Εστίας, 1981.
- (1966) Byzantine East and Latin West: Two Worlds of Christendom in Middle Ages and Renaissance. Oxford: Basil Blackwell.

Έκδοση στα ελληνικά: Βυζαντινή Ανατολή και Λατινική Δύση: δυο κόσμοι της χριστιανοσύνης στο Μεσαίωνα και στην Αναγέννηση. Μετάφραση: Κώστας Κυριαζής. Αθήνα: Βιβλιοπωλείον της Εστίας, 1966.
- (1962) Greek scholars in Venice: studies in the dissemination of Greek learning from Byzantium to Western Europe. Cambridge, MA: Harvard University Press.

Έκδοση στα ελληνικά: Έλληνες λόγιοι εις την Βενετία. Μελέται επί της διαδόσεως των ελληνικών γραμμάτων από του Βυζαντίου εις την Δυτικήν Ευρώπην. Μετάφραση: Χρίστος Γ. Πατρινέλης. Αθήνα: Φέξης, 1965.
- (1959) Emperor Michael Palaeologus and the West, 1258—1282: A Study in Byzantine-Latin Relations. Cambridge, MA: Harvard University Press.

Έκδοση στα ελληνικά: Ο αυτοκράτωρ Μιχαήλ Παλαιολόγος και η Δύσις (1258—1282). Μετάφραση: Κοσμάς Πολίτης. Αθήνα: Εκδόσεις Κουλτούρα, 1969.